# Słaba topologia operatorowa
Słaba topologia operatorowa (także WOT od ang. weak operator topology) - dla pary przestrzeni Banacha E i F topologia lokalnie wypukła w przestrzeni B(E, F) wszystkich operatorów liniowych i ograniczonych z E do F wprowadzona przez rodzinę półnorm fx, y* danych wzorami:
{\displaystyle f_{x,y^{*}}(T)=|y^{*}(Tx)|,}
gdzie x ∈ E, y* ∈ F*, T ∈ B(E, F). Słaba topologia operatorowa może być równoważnie opisana przez zbieżność ciągów uogólnionych (sieci):
{\displaystyle T_{\alpha }{\stackrel {\rm {WOT}}{\longrightarrow }}T\;\iff \;y^{*}(T_{\alpha }x)\to y^{*}(Tx)}
dla wszelkich x ∈ E, y* ∈ F*.

## Własności
- Zachodzi następujący odpowiednik twierdzenia Banacha-Alaoglu: Domknięta kula jednostkowa w B(E, F) jest zwarta w słabej topologii operatorowej wtedy i tylko wtedy, gdy przestrzeń F jest refleksywna.
- Gdy F jest przestrzenią refleksywną, to topologie operatorowe: słaba i słaba* (W*OT) na B(E, F*) pokrywają się.
- Operacja przyporządkowywania operatora sprzężonego do operatora na przestrzeni Hilberta jest ciągła w słabej topologii operatorowej.
- Domknięcia C*-algebry (w B(H); H - przestrzeń Hilberta) w sensie słabej i silnej topologii operatorowej (SOT) pokrywają się (por. twierdzenie o drugim komutancie). W szczególności, ciąg uogólniony Tα zbiega do 0 w sensie SOT wtedy i tylko wtedy, gdy T*αTα zbiega do 0 w sensie WOT.